# Pod Krzyżem (Kwaśniów Górny)
Pod Krzyżem – część wsi Kwaśniów Górny w Polsce położona w województwie małopolskim, w powiecie olkuskim, w gminie Klucze.
W latach 1975–1998 miejscowość administracyjnie należała do województwa katowickiego.